# Yami Gautam
Yami Gautam (Bilaspur, 28 novembre 1988) è un'attrice indiana.

## Carriera
È attiva soprattutto nel cinema di Bollywood e Tollywood, ma partecipa anche alle produzioni Sandalwood, Kollywood e Punjabi. Oltre all'attività recitativa, è una modella e testimonial di prodotti e marchi. Ha esordito in televisione nel 2008, partecipando a Chand Ke Paar Chalo (NDTV Imagine). Il suo debutto cinematografico invece è datato 2010 ed è rappresentato dal film in lingua kannada Ullasa Uthsaha.
A Bollywood ha debuttato nel 2012 con il film Vicky Donor. Tra i film a cui ha preso parte successivamente vi sono Action Jackson (2014), Badlapur (2015), Sanam Re (2016) e Kaabil (2017).

## Filmografia
- Ullasa Uthsaha, regia di Devaraj Palan (2010)
- Nuvvila, regia di Ravi Babu (2011)
- Vicky Donor, regia di Shoojit Sircar (2012)
- Hero, regia di Deepan (2012)
- Gouravam, regia di Radha Mohan (2013)
- Total Siyapaa, regia di Eeshwar Nivas (2014)
- Yuddam, regia di Bharathi Ganesh (2014)
- Action Jackson, regia di Prabhudheva (2014)
- Badlapur, regia di Sriram Raghavan (2015)
- Courier Boy Kalyan, regia di Premsai (2015)
- Sanam Re, regia di Divya Khosla Kumar (2016)
- Junooniyat, regia di Vivek Agnihotri (2016)
- Tamilselvanum Thaniyar Anjalum, regia di Premsai (2016)
- Kaabil, regia di Sanjay Gupta (2017)
- Sarkar 3, regia di Ram Gopal Varma (2017)

### Serie TV
- Raajkumar Aaryyan (2008)